# Diego Carrasco

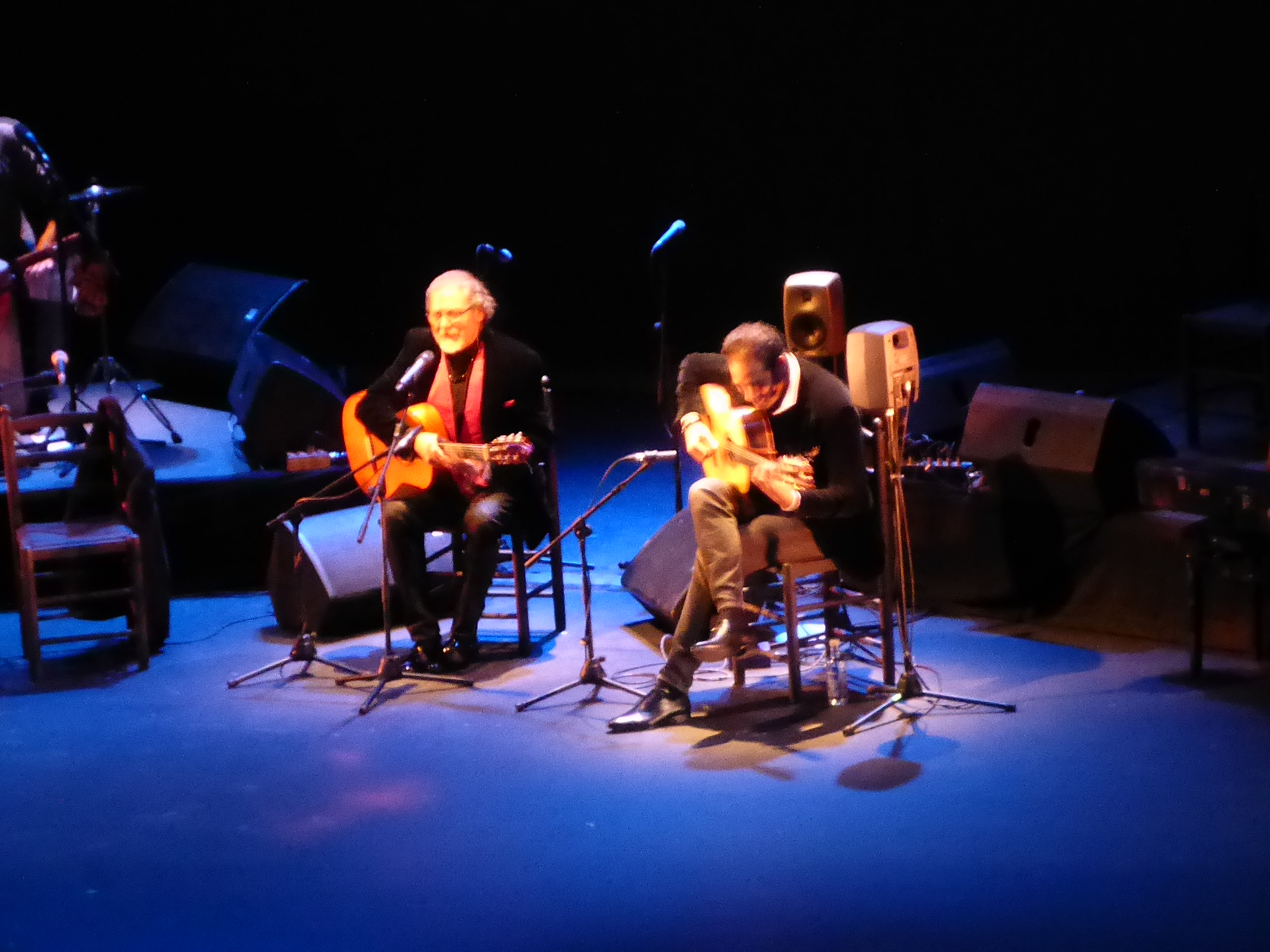
Tocando con Diego del Morao

Diego Carrasco (n. Jerez de la Frontera; 1954) es un guitarrista, compositor y cantaor gitano de flamenco.

## Biografía
Nace de la unión de familias flamencas de primer nivel: Tío Borrico, Terremoto de Jerez, los Peña de Lebrija o el Tío Jero
Con su primer nombre artístico, "Tate de Jerez", acompañó a la guitarra a cantaores como Ana la Piriñaca, tío Gregorio Borrico, Terremoto de Jerez, Manolo Soler o Sernita de Jerez; o a bailaores como Alejandro Vega y Antonio Gades.
Su primera grabación como guitarrista fue junto al tocaor granadino Paco Cortés en el disco Homenaje a Blas Infante, de Antonio Cuevas Piki, con letras de Pepe Heredia y producción de Fernando Miranda. Este productor le introduce en otros discos grabados por RCA, como En esta tierra, el primero de Raúl Alcover, y Cuatro veces veinte años y Por el aire de Santiago de Ana la Piriñaca; además, le pone en contacto con Miguel Ríos y el mundo del rock. Por esa época colabora con Guadalquivir, Manolo Sanlúcar, Camarón de la Isla, Enrique Morente, Mario Maya, Lebrijano o Pata Negra.
Su carrera en solitario comienza con los discos Cantes y sueños (1984) y Toma que toma, ambos grabados para la multinacional RCA. Después publica los trabajos A tiempo (1991) y Voz de referencia (1993), con la producción de Ricardo Pachón y colaboraciones como las de Moraíto Chico, Manolo Soler, Tino di Geraldo, Carles Benavent, Jorge Pardo, Jesús Bola, Las Peligro, Doctor Keli o Raimundo Amador, esta vez en la discográfica Nuevos Medios. La misma empresa editará Inquilino del mundo (2000) y Mi ADN flamenco (2004).
En 2008 estrena junto a su familia, en la XV Bienal de Flamenco de Sevilla, el espectáculo retrospectivo El tiempo del diablo.
Ha impartido clases de compás y otros aspectos flamencos.
En la década de 2010, a pesar del escaso apoyo de los medios se consolida como "cantautor flamenco" con un importante aporte de aficionados
En 2011, graba para la serie de TVE "FLAMENCO PARA TUS OJOS" el programa "Hippytano", que incluye repertorio original y en el que participan parte de su familia (hijos, primos, ahijados..), la Carrasco Family Band.
Recibió un homenaje en reconocimiento de sus cincuenta años en el mundo del espectáculo en 2017.
Desde 2018 participa en la sección "Flamenco" del programa "El Público" de Canar Sur Radio junto a Fernando de la Morena.
En 2019 participa en el festival "Fusión x Camarón" con Raimundo Amador y otros artistas.

## Discografía
- Cantes y sueños (RCA, 1984)
- Tomaquetoma (RCA, 1987)
- A tiempo (Nuevos Medios, 1991)

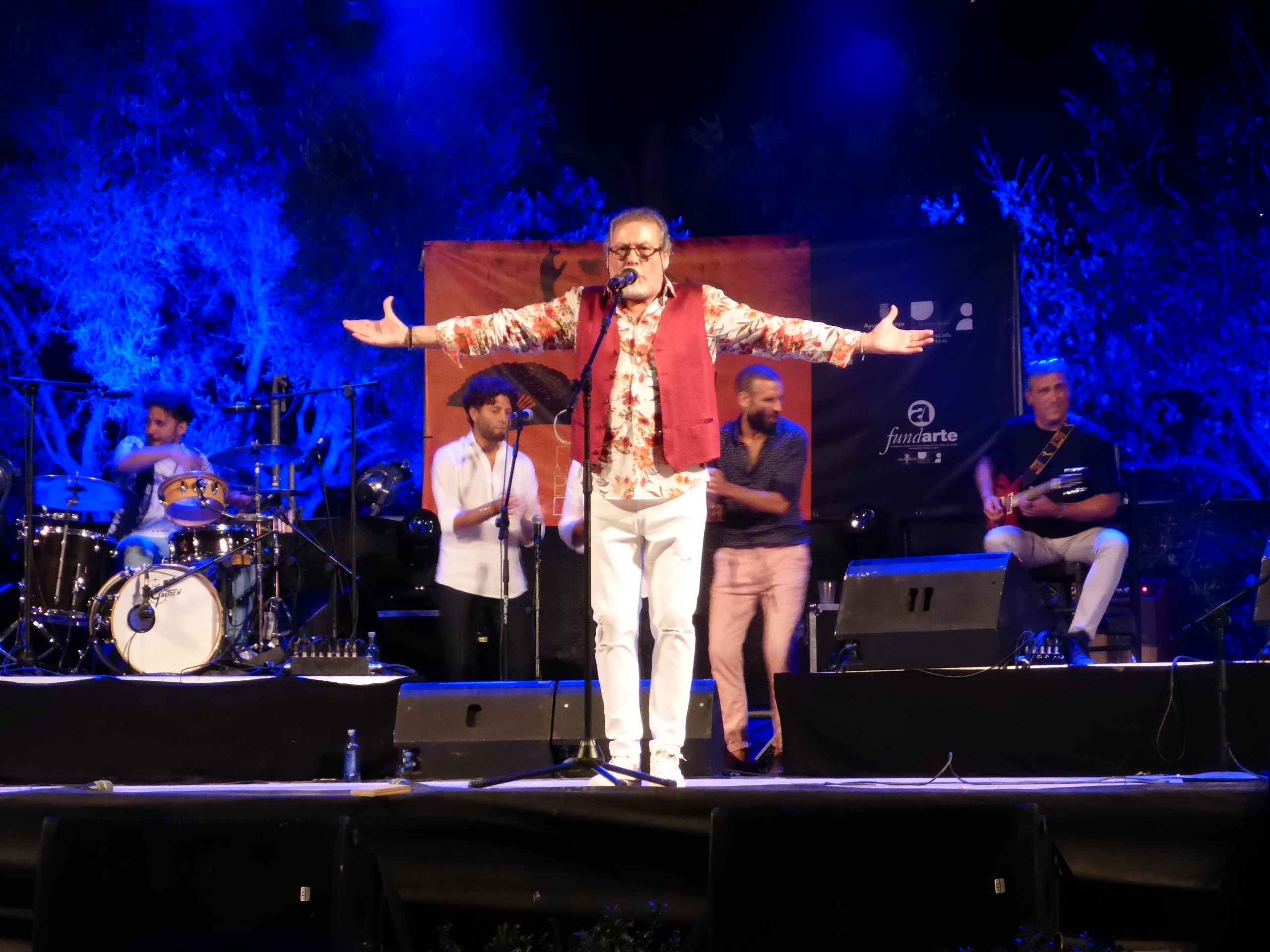
Cantando.

- Voz de referencia (Nuevos Medios, 1993)
- Inquilino del Mundo (Nuevos Medios, 2000)
- Mi ADN flamenco (Nuevos Medios, 2004)
- Hippytano (RumorRecords 2012) (2012)[12]
- No M'arrecojo, un recopilatorio para celebrar sus 50 años en activo y en el que participan artistas como Miguel Poveda, Diego del Morao, Juanito Makandé, Manuel Carrasco, Estrella Morente, Alejandro Sanz, Andrés Calamaro, Joaquín Sabina, Miguel Ríos y Macaco[13]

## Colaboraciones
Además de los miembros de la siguiente lista, ha colaborado con artistas como Camarón de la Isla y David DeMaría, así como en varios volúmenes de la serie Jóvenes flamencos de Nuevos Medios. Puso su voz en Territorio flamenco y ha producido discos para Mercurio de las familias jerezanas Moneo, de la Morena o Zambo.
- Inspiración y locura, de Pata Negra (1988)
- Los gitanos cantan a García Lorca, con varios artistas.
- Macandé, de Potito
- Tauromagia, de Manolo Sanlúcar.
- Casablanca, de Lebrijano.
- Azulejo, de Juan Carlos Romero.
- Gipsy Passion Band, disco de la gira Pasión flamenca del bailarín Joaquín Cortés
- Flamenco lo serás tú, de Tino di Geraldo
- Jerez, Xerez, Sherry, de Tomasa Guerrero Macanita
- Cositas de la realidad, de Tomasito
- Cada día, de Pepe de Lucía
- Piano con duende de Ricardo Miño
- Luminaria, del guitarrista Juan Diego Mateos
- El verde rebelde vuelve, de Los Delinqüentes
- En familia, de Navajita Plateá[15]
- Alfileres de colores, de Miguel Poveda.[16]
- Alegrías, con Manolo Sanlúcar en la película Flamenco de Carlos Saura (1995)
- Flamencos del siglo XXI, con Paco de Lucía, Jorge Pardo, Carles Benavent y Tino di Geraldo
- Por Ray Heredia, homenaje a Ray Heredia con Tomasito y Navajita Plateá